# Kötcse
Kötcse (németül: Kötsching) község Somogy vármegyében, a Siófoki járásban. Kedvező időjárási viszonyai és közelsége a tóhoz vonzó nyaralóhellyé teszi. 2004 óta a település ad otthont a "Polgári Piknik" nevű éves rendezvénynek, amelyet a Polgári Magyarországért Alapítvány szervez. Az eseménynek a Dobozy-kastély ad helyet, és a keresztény-konzervatív elit gyűlik itt össze: politikusok, gondolkodók, tudósok, üzletemberek, akik a magyar közélet vezető alakjai közé tartoznak.
A község a Balatonboglári borvidék része.

## Fekvése
A Somogyi-dombság északi részén, a Balatontól 9 kilométerre fekszik, körülbelül 130-260 méter tengerszint feletti magasságban, igen tagolt környezetben. Közúton a 7-es főútból Balatonszárszón dél felé kiágazó 65 102-es úton érhető el, Szóládon keresztül. Nyugatról majdnem összeépült a zsákfalunak tekinthető Nagycsepellyel, a távolságuk egymástól mindössze 400 méter; a két települést a 65 127-es út köti össze. A legközelebbi város Balatonföldvár (15 km).
Vasútvonal nem érinti a települést, a legközelebb húzódó vasútvonalak a Budapest–Murakeresztúr-vasútvonal és a Kaposvár–Siófok-vasútvonal. Légvonalban ez utóbbi somogymeggyesi megállóhelye van közelebb Kötcséhez, mintegy 6 kilométer távolságra, de a kiépített közúti kapcsolat hiányában (illetve a jóval sűrűbb balatoni vonatforgalom okán is) jobb vasúti elérést kínál a mintegy 10 kilométerre található Balatonszárszó vasútállomás az előbbi vonalon.
A település szőlőtermő területei a Balatonboglári borvidék részét képezik.

## Nevének eredete
Neve „…személynévi eredetű, a kék melléknév -csa képzőbokros származéka a személynév, amelyből helységnév lett (Kékcse → Keccse → Köccse, rövidülés és labializáció).”

## Története
Az első írásos említése II. Endre korából, 1229-ből való: Keccha inferior (Alsó-Kötcse) és Keccha superior (Felső-Kötcse). A 14–15. században a székesfehérvári káptalan tulajdona volt. A török hódoltság idején elpusztult, majd az Antall család, az akkori birtokosa telepítette újra az őslakosok mellett Hessen tartományból érkező evangélikus német jobbágyokkal.
Somogy vármegye településeinek nagy részén a 18. században számos kisnemesi kúria épült. Különösen jellemző ez Kötcsére, ahol tizenkét kúriában laktak kisnemesek.

## Közélete

### Polgármesterei
| Név                     | Párt      | Terminus | Megjegyzés / Források |
| ----------------------- | --------- | -------- | --- |
| Dr. Feledy Gyula Zoltán | független | 1990–    | Az 1990-es polgármester-választásról, a Nemzeti Választási Iroda publikus nyilvántartása alapján csak annak végeredménye állapítható meg.                                        |
| Dr. Feledy Gyula Zoltán | független | 1990–    | Az 1994. december 11-én megtartott választáson egyedüli jelöltként indult, így a 290 érvényesen leadott szavazat 100 %-át szerezte meg (az érvénytelen szavazatok száma 5 volt). |
| Dr. Feledy Gyula Zoltán | független | 1990–    | Az 1998. október 18-án megtartott választáson egyedüli jelöltként indult, így a 234 érvényesen leadott szavazat 100 %-át szerezte meg (az érvénytelen szavazatok száma 11 volt). |
| Dr. Feledy Gyula Zoltán | független | 1990–    | A 2002. október 20-án megtartott választáson egyedüli jelöltként indult, így a 192 érvényesen leadott szavazat 100 %-át szerezte meg (az érvénytelen szavazatok száma 22 volt).  |
| Dr. Feledy Gyula Zoltán | független | 1990–    | A 2006. október 1-jén megtartott választáson egyedüli jelöltként indult, így a 165 érvényesen leadott szavazat 100 %-át szerezte meg (az érvénytelen szavazatok száma 12 volt).  |
| Dr. Feledy Gyula Zoltán | független | 1990–    | A 2010. október 3-án megtartott választáson a 321 érvényesen leadott szavazatból, két jelölt közül 173 szavazatot szerzett meg, amivel 53,89 %-os eredményt ért el.              |
| Dr. Feledy Gyula Zoltán | független | 1990–    | A 2014. október 12-én tartott választáson egyedüli jelöltként indult, így a 166 érvényesen leadott szavazat 100 %-át szerezte meg (az érvénytelen szavazatok száma 31 volt).     |
| Dr. Feledy Gyula Zoltán | független | 1990–    | A 2019. október 13-án tartott választáson egyedüli jelöltként indult, így a 118 érvényesen leadott szavazat 100 %-át szerezte meg (az érvénytelen szavazatok száma 11 volt).     |
| Dr. Feledy Gyula Zoltán | független | 1990–    | A 2024. június 9-én tartott választáson egyedüli jelöltként indult, így a 186 érvényesen leadott szavazat 100 %-át szerezte meg (az érvénytelen szavazatok száma 26 volt).       |

## Népesség
A település népességének változása:
| Lakosok száma | 481  | 474  | 477  | 482  | 469  | 481  | 488  |
|               | 2013 | 2014 | 2015 | 2021 | 2022 | 2023 | 2024 |

A 2011-es népszámlálás során a lakosok 88,5%-a magyarnak, 4% németnek, 1,5% románnak, 1,1% cigánynak, 0,2% szerbnek mondta magát (9,3% nem nyilatkozott; a kettős identitások miatt a végösszeg nagyobb lehet 100%-nál). A vallási megoszlás a következő volt: római katolikus 32,9%, református 14,3%, evangélikus 26,5%, görögkatolikus 0,2%, felekezet nélküli 6,6% (17,4% nem nyilatkozott).
2022-ben a lakosság 84,9%-a vallotta magát magyarnak, 4,3% németnek, 2,3% cigánynak, 0,2% románnak, 0,2% szlováknak, 1,9% egyéb, nem hazai nemzetiségűnek (12,8% nem nyilatkozott; a kettős identitások miatt a végösszeg nagyobb lehet 100%-nál). Vallásuk szerint 25,4% volt római katolikus, 15,1% evangélikus, 9,6% református, 0,2% ortodox, 0,9% egyéb keresztény, 1,5% egyéb katolikus, 10,7% felekezeten kívüli (36,7% nem válaszolt).

## Nevezetességei
- Újkőkori, ókori, régészeti leletek.
- Középkori érmeleletek.
- 19 egykori kisnemesi kúria, melyekből 9 ma is áll, köztük a Kazay-kúria, a Keserű-kúria, az Antall-kúria, a Bíró-kúria (Békavár), a Csepinszky-kúria.
- Evangélikus templom: késő barokk stílusú, 18. század vége

## Ismert személyek

### Itt születtek
- Kisfaludy Atala (1836–1911) költő, a Petőfi Társaság első női tagja.
- Roboz István (1828–1916) újságíró, az első megyei újság, a „Somogy” című hetilap alapítója, Bernáth Aurél festőművész nagyapja.

### Díszpolgárok
- Hertelendy Miklós (1879–1962) huszártiszt, gazdasági tanácsos, országgyűlési képviselő.[16]

## Érdekességek
- Gyurcsány Ferenc 2004. szeptember 29-étől 2009. április 14-ig a Magyar Köztársaság hatodik miniszterelnöke, 2006-tól országgyűlési képviselő, 2007-től 2009-ig pedig a Magyar Szocialista Párt elnöke. 2011-től a Demokratikus Koalíció vezetője. Fele-fele részben vásárolt Kötcsén nyaralót Gyurcsány Ferenc és felesége, Dobrev Klára.
- 2004 óta a település és a Dobozy-kúria[17] ad otthont a Polgári Magyarországért Alapítvány által szervezett, Fidesz – Magyar Polgári Szövetség frakció és a jobboldali értelmiségi holdudvar részvételével megtartott Kötcsei találkozó elnevezésű találkozónak.[18][19][20]

## Kiadványok
- Kötcse monográfiája Kiadó:Kötcse Község Önkormányzata Kiadás helye:Kötcse Kiadás éve:1996 Oldalszám:870 oldal
- Kötcse – fotóévkönyv (2002, ISBN 9632069668)